# Lev Premru
Lev Premru, slovenski kemik in farmacevt, * 21. februar 1931, Ljubljana, Dravska banovina, Kraljevina Jugoslavija, † julij 2005, Slovenija.
Med letoma 1980 in 1988 je bil generalni direktor Leka.

## Odlikovanja in nagrade
Leta 1996 je prejel srebrni častni znak svobode Republike Slovenije z naslednjo utemeljitvijo: »za izjemne zasluge v slovenskem gospodarstvu, še posebej za njegov prispevek k razvoju in uveljavitvi slovenske farmacevtske industrije«.